# Talpa caucasica
El topo del Cáucaso (Talpa caucasica) es una especie de mamífero soricomorfo de la familia Talpidae.

## Distribución geográfica
Es endémica de Rusia.